# Тагкуранна (село)
Тагкуранна (ест. Tahkuranna) — село у волості Гяедемеесте, повіту Пярнумаа. Місце народження Костянтина Пятса  — найвпливовішого політика міжвоєнної Естонії, п'ятикратного голови уряду та єдиного президента країни.